# آپیتوکسین
آپیتوکسین (به انگلیسی: Apitoxin) یا مَشخِرَپ به ترکیب سازنده زهر زنبور عسل گفته می‌شود. این ماده یک سم سلولی است که مایعی بی‌رنگ و گس است و دارای پروتئینهایی است که ممکن است منجر به التهاب‌های داخلی شود.

## ترکیبات
جزء اصلی مشخرپ‌ها ملتین است که به میزان ۵۲ درصد از پپتید‌های سم را تشکیل می‌دهد. آدولاپین ۲ تا ۵ درصد پپتیدها را سامل می‌شود.

## پژوهش‌ها
آپیتوکسین‌ها تحت تحقیقات اولیه برای اثرات بالقوه بیولوژیکی خود، مانند درمان سرطان است.

## واژه شناسی

### فارسی
مشخرپ از ترکیب دو بخش مِش به معنی زنبور که از گیلکی می آید و خرَپ به معنی شراره آتش که از پارسی می آید، ساخته شده است.

### انگلیسی
واژه Apitoxin از ترکیب ریشه apis به معنی زنبور عسل در لاتین و پسوند -toxin به معنی سمی ساخته شده است.